# Néstor Gambetta
Néstor Fortunato Gambetta Bonatti (Callao, 11 de julio de 1894 — Callao, 9 de marzo de 1968), fue un militar, político y promotor cultural peruano reconocido por sus servicios a la patria y en el campo de las letras.

## Biografía
Sus padres fueron José Gambetta y Enriqueta Bonatti Valdivia, estudió en los colegios Don Bosco e Instituto Chalaco. En su juventud ingresó a la Escuela Militar de Chorrillos, donde el 1ro de Febrero de 1919 egresó como subteniente de infantería perteneciente a la 19º Promoción de la cual también era integrante el General Manuel Odría Amoretti, futuro presidente del Perú. Parte a Europa para servir a los ejércitos de España y Francia, y a la Legión Extranjera en África del Norte. Su proceder le hace merecedor de diversas condecoraciones: Orden de Carlomagno del Vaticano, Orden del Libertador Bolívar, Orden del Libertador San Martín, Palmas académicas de Francia, entre otras. En 1932 asciende a capitán, y labora en la Escuela Superior de Guerra. Gambetta participó en la Guerra colombo-peruana de 1932-1933, conflicto que se llevó a cabo en la cuenca del Río Putumayo, en la ciudad de Leticia.
En 1937 con el grado de teniente coronel escribió varios artículos en la revista Militar del Peru (Setiembre 1937) que llevaba por nombre "El problema actual de la instrucción", (Febrero 1938) "La 111a División del Ejército en 1937", (Noviembre 1940) "La Guerra y las Opiniones", (Enero 1951) como coronel "Cáceres, Gran Capitán", (Mayo 1952) "Leoncio Prado", (Junio 1952) "Entorno a la Ley del Servido Militar Obligatorio", y (Noviembre 1956) "El Monumento al Contralmirante Miguel Grau".
En 1947 el presidente Bustamante y Rivero lo nombró Prefecto del Callao. Luego es elegido como Senador por El Callao, del periodo 1950 a 1956 donde promueve la Ley 11008 de Beneficios sociales a los trabajadores de la Compañía Peruana de Vapores, la apertura del tramo Chucuito - La Punta, el apoyo a colegios como el Dos de Mayo y el General Prado, a clubes deportivos como el Atlético Chalaco, y la construcción del local de la Prefectura del Callao. Asimismo en 1956, promovió la ampliación de los límites de la Provincia del Callao, adquiriendo terrenos de San Martín de Porres e incorporándose Ventanilla con la Ley 12538.
Gambetta Bonatti era pegado a los temas de historia y promotor incansable del chalaquismo. Publicó sus crónicas en el diario El Comercio y posteriormente en sus libros Cosas del Callao (1936) y Genio y figura del Callao (1967), con prólogo de César Miró. También los ensayos El Real Felipe del Callao (1945), Diccionario militar, España en África, Los grandes capitanes a través de la historia militar (Arequipa, 1938), entre otros. Ocupó la presidencia de la Benemérita Sociedad Fundadores de la Independencia entre los años 1960-1968.
Falleció el 9 de marzo de 1968 a los 73 años en su casa ubicada en el distrito limeño de Jesús María. Estuvo casado con Doña Lina Liceti Ligioni desde el 19 de agosto de 1931, con quien tuvo 2 hijos llamados María Lina (nacida el 20/5/1932) y Néstor Luis Lorenzo Zenón (nacido el 9/7/1942)